# Poecilotheria vittata
Espèce
Synonymes
- Poecilotheria pederseni Kirk, 2001

Poecilotheria vittata est une espèce d'araignées mygalomorphes de la famille des Theraphosidae.

## Distribution
Cette espèce se rencontre au Sri Lanka et en Inde.

## Description
C'est une espèce de mygale arboricole. Comme toutes les autres espèces de son genre, elle exhibe des motifs bien définis sur son dos (Le nom Poecilotheria est dérivé des mots grecs poikilos - qui signifie "pointé" ou "repéré" et therion, qui signifie bête sauvage).

## Comportement
Le comportement de Poecilotheria vittata est comparable à celui des autres mygales arboricoles. Dans la nature, elles ont tendance à vivre dans des trous situés sur les arbres dans lesquels elle tissent des toiles asymétriques. Elles se nourrissent principalement d'insectes volants et de petits animaux tels que des lézards ou des grenouilles et même des petits oiseaux. Ces proies sont attrapées manuellement, la toile ne servant qu'au confort et à la protection. Il n'est pas rare de voir des mygales de cette espèce vivre en communauté. On peut y retrouver autant de spécimen qu'il y a de trous dans le même arbre. Poecilotheria vittata a un comportement plutôt défensif, parfois agressif, préférant de loin la fuite plutôt que l'affrontement. Elle est généralement très rapide et imprévisible, et très active durant des périodes chaudes et humides.

## Morsure
Bien qu'aucun cas de mortalité dû à une morsure de mygale n'aie été répertorié, les mygales du genre Poecilotheria sont connues pour être très venimeuses. Une morsure de cette mygale peut causer entre autres des douleurs musculaires, des nausées et de la fièvre. Il n'est recommandé de manipuler les spécimens de ce genre en aucun cas.

## Taxinomie
Poecilotheria pederseni a été placée en synonymie avec Poecilotheria vittata par Gabriel, Gallon et Smith en 2013.

## En captivité
Cette espèce se rencontre rarement en terrariophilie.

## Publication originale
- Pocock, 1895 : On a new and natural grouping of some of the Oriental genera of Mygalomorphae, with descriptions of new genera and species. Annals and Magazine of Natural History, sér. 6, vol. 15, p. 165-184 (texte intégral).